# کینگ (فیلم ۲۰۲۲)
کینگ (فرانسوی: King) یک فیلم ماجراجویی و کمدی ۱۰۵ دقیقه‌ای فرانسوی-بلژیکی محصول سال ۲۰۲۲ به کارگردانی داوید مورو با بازی ژرار دارمون، لو لامبرشت و لئو لورلاک است.
مطبوعات میانگین نمره ۳٫۲ از ۵ را در سایت Allociné بر اساس رای ۶ منتقد به این فیلم دادند.

## داستان
یک توله‌شیر به‌نام کینگ از قاچاق حیوانات در یک چمدان توسط مأموران گمرک در اورلی پیدا می‌شود. او پس از فرار به خانه‌ای در حومه شهر پناه می‌برد که اینس ۱۲ ساله و برادرش الکس در آن زندگی می‌کنند. اینس، یک دختر جوان تا حدودی دمدمی مزاج، آن را در سر خود می‌برد تا توله شیر را به آفریقا برگرداند. برادرش که به محبوبیت خود وسواس دارد، آن را فرصت خوبی برای تبدیل شدن به یک ستاره شبکه‌های اجتماعی می‌داند. به زودی آن دو متوجه می‌شوند که بدون کمک یک بزرگسال به هیچ چیز نمی‌رسند و تصمیم می‌گیرند که بروند و پدربزرگ خود را که فقط یک بار در زندگی خود ملاقات کرده‌اند از خانه سالمندان فراری دهند و…

## گیشه
این فیلم در اولین روز نمایش خود در باکس آفیس فرانسه با ۶۱٫۹۶۰ پذیرش، از جمله ۱۳٫۹۱۳ در پیش‌نمایش، برای ۶۱۸ سالن در جایگاه چهارم قرار گرفت.